# 데카르트 정리

데카르트 원

데카르트 정리는 르네 데카르트의 이름을 따 명명된 정리이다. 이 정리는 각 두 원끼리 접하는 세 원의 쌍이 주어졌을 때, 이 세 원에 모두 접하는 다른 원(데카르트 원)들을 찾을 수 있게 해 준다. 이 내용은 기원전 3세기의 수학자 아폴로니우스의 저서인 《접선에서》에 들어 있다고 하지만, 이는 현대에 전하지 않는다.

## 공식화
만약 주어진 세 원의 반지름을 {\displaystyle a,b,c}라 하면, 접하는 원의 반지름을 {\displaystyle d}라 할 때,
{\displaystyle \left({\frac {1}{a}}+{\frac {1}{b}}+{\frac {1}{c}}+{\frac {1}{d}}\right)^{2}=2\left({\frac {1}{a^{2}}}+{\frac {1}{b^{2}}}+{\frac {1}{c^{2}}}+{\frac {1}{d^{2}}}\right)}
가 성립하는데 이는 {\displaystyle {\frac {1}{d}}}에 관한 이차방정식이므로, 이를 풀면 두 개의 접원의 반지름을 구할 수 있다. 이 정리의 특수한 경우로서, 만약 세 원 중 하나가 직선으로 대치되면 이것은 반지름이 무한대(즉 곡률이 0)인 원으로 볼 수 있으므로 이에 대하여,
{\displaystyle \left({\frac {1}{a}}+{\frac {1}{b}}+{\frac {1}{d}}\right)^{2}=2\left({\frac {1}{a^{2}}}+{\frac {1}{b^{2}}}+{\frac {1}{d^{2}}}\right)}
가 성립하며, 세 원 중 둘이 직선이라면, 마찬가지 방식으로
{\displaystyle \left({\frac {1}{a}}+{\frac {1}{d}}\right)^{2}=2\left({\frac {1}{a^{2}}}+{\frac {1}{d^{2}}}\right)}
가 성립된다.

## 같이 보기
- 원 안에 원 채우기
- 오일러의 네 제곱수 항등식